# Янне Віртанен
Яне Віртанен (англ. Janne Virtanen, нар. 16 листопада 1969) - колишній фінський стронгмен, переможець змагання Найсильніша Людина Світу 2000 року. У 2001 знову брав участь, однак зайняв 3 місце. Окрім цього Яне чотири рази завойовував звання Найсильнішої людини Фінляндії у 1998, 1999, 2000 і 2001, а також World Muscle Power Classic і Гранд Прі Гельсінкі у 2000-му. Нині працює теслею у Фінляндії.

## Досягнення
- Найсильніша людина світу 1999 (Валлетта, Мальта)- 2 місце
- Найсильніша людина світу 2000 (Сан-Сіті, Південно-Африканська Республіка) - переможець
- Найсильніша людина світу 2001 (Вікторія, Замбія)- 3 місце